# Viktor Damjan
Viktor Damjan, slovenski pravnik in družbenopolitični delavec, * 3. januar 1915, Ajdovščina, † 30. oktober 1981, Ljubljana.

## Življenje in delo
Po diplomi leta 1940 na ljubljanski Pravni fakulteti je prav tam 1942 tudi doktoriral in istega leta začel sodelovati z narodnoosvobodilno borbo, v glavnem kot partizanski tožilec, sodnik vojaškega sodišča, pomočnik načelnika sodnega oddelka Glavnega štaba NOV in POJ in sekretar Vrhovnega vojaškega sodišča pri Glavnem štabu Jugoslovanske armade. Po 1945 je delal v pravosodju JLA, bil 1951-1954 načelnik oddelka državne varnosti za Slovenijo, 1958-1963 sodnik Vrhovnega sodišča SRS, 1963-1967 podpredsednik mestne skupščine Ljubljana ter 1967-1972 republiški sekretar za pravosodje in občo upravo, 1972-1975 republiški javni pravobranilec in do 1981 sodnik Ustavnega sodišča Socialistične republike Slovenije. S področja pravne zgodovine, upravnega kazenskega in civilnega prava ter organizacije povojnega sodstva je napisal vrsto strokovnih člankov.